# Porto di Provincetown
Il porto di Provincetown è un ampio porto naturale localizzato a Provincetown, negli Stati Uniti. Le acque del porto, che ha un'ampiezza di circa 3 km, hanno una profondità che va dai 9 ai 27 metri, il che consente alle imbarcazioni di potervi accedere senza l'aiuto di canali artificiali.
Un'alta boa verde a est della penisola di Long Point segnala l'ingresso al porto di Provincetown per chi proviene dalla baia di Capo Cod.

## Uso commerciale
Il porto è oggi frequentato da una dozzina di pescherecci (conosciuti nella zona come draggers), traghetti in direzione di Boston e Plymouth, imbarcazioni sportive da pesca e altre imbarcazioni a noleggio e commerciali. Dalla costa orientale partono barche turistiche per l'osservazione dei cetacei.

## Monumenti e luoghi d'interesse
- Due pontili paralleli dominavano il centro del porto fino al XIX secolo: il Railroad Wharf e lo Steamboat Wharf. Oggi, i pontili sono stati rimpiazzati da moli. Il molo di MacMillan (MacMillan Pier), il molo centrale di Provincetown, è stato ampiamente restaurato e ampliato tra il 2003 e il 2005. Questo molo ha principalmente una finalità turistica, in particolare collega Provincetown a Boston e Plymouth con traghetti ad alta velocità. Il nome del molo deriva dall'esploratore artico Donald B. MacMillan, nativo di Provincetown che morì qui nel 1970.
- Molo di Cabral (Cabral Pier): conosciuto anche come Fisherman's Wharf[1].
- Tra il 1907 e il 1910 nel porto venne edificato il monumento ai Pellegrini, dedicato all'intera flotta atlantica degli Stati Uniti.
- Dal porto di Provincetown si possono ammirare tre fari ancora funzionanti: il Long Point Light, il Wood End Light e l'Highland Light.
- Molo di Lewis (Lewis Wharf): venne acquistato da Mary Heaton Vorse che lo convertì in un teatro.
- Molo del Capitano Jack (Captain Jack's Wharf): ospita un teatro in cui Tennessee Williams debuttò con il musical Un tram che si chiama desiderio con Marlon Brando nel ruolo di Stanley Kowalski.

## Eventi annuali
Ogni settembre si disputa qui la Great Provincetown Schooner Regatta, una regata che vuole ricordare la storia del porto. Sempre in questo periodo si tiene una gara benefica di nuoto con lo scopo di raccogliere fondi per cause sociali.
A giugno, durante il Provincetown Portuguese Festival, presso il molo MacMillan le imbarcazioni attraccate vengono benedette da un sacerdote.